# Jayac (grupo musical)
El Jayac es un grupo de música folclórica de Ecuador fundado en 1989.

## Historia
Los orígenes de la agrupación se remontan a 1979, cuando Zámbiza era un pueblo remoto sin acceso a carreteras, y al cual llegó un sacerdote con un proyecto musical para los jóvenes de la población. Con una variedad de instrumentos musicales formó grupos de rock y folclóricos, entre los participantes se formaron los futuros miembros de Jayac.
El grupo musical indígena fue conformada en 20 de mayo de 1989, por Jaime Díaz, junto a amigos y familiares, en la parroquia de Zámbiza, Quito. Sin recursos para grabar discos de acetatos, lograron grabar una producción de casete, luego de esa producción, gracias a un préstamo de 500 000 sucres lograron grabar 1 000 discos de acetatos que fueron promocionados directamente por los miembros de la agrupación. La primera radio en emitir sus canciones fue Radio San Francisco.
Con esos primeros hit, comenzaron una gira por 8 ciudades de Ecuador como teloneros de Los Kjarkas. La agrupación presenta aproximadamente 100 presentaciones al año. En el 2018 estrenaron Zapateando juyayay, una canción que se ha vuelto icono de la agrupación y se ha popularizado dentro y fuera del país.

## Integrantes
1. Saulo Díaz (director)
2. Vinicio Díaz (primera voz)
3. Jaime Díaz (vientos)
4. Amílcar Arias (vientos)
5. Santiago Díaz (guitarra)
6. Christian Rodríguez (bajo)
7. Rolando Lema (batería)